# Aliona Sabaliauskienė
Aliona Sabaliauskienė (* 14. Mai 1989 als Aliona Sosunova) ist eine ehemalige litauische Biathletin.
Aliona Sabaliauskienė startete bis zu ihrer Hochzeit nach der Saison 2010/11 unter ihrem Geburtsnamen Sosunova. Ihre ersten internationalen Rennen bestritt sie bei den Sommerbiathlon-Weltmeisterschaften 2007, wo sie bei den Crosslauf-Rennen 32. im Sprint und Zehnte mit der Staffel sowie auf Rollski 30. des Sprints wurde. Bei der Rollski-Verfolgung konnte sie das Rennen als überrundete Läuferin nicht beenden. Seit dem Winter 2007/08 startete sie bei Juniorenrennen im IBU-Cup beziehungsweise dessen Vorgänger, dem Europacup. Erstes Großereignis im Winter wurden die Biathlon-Juniorenweltmeisterschaften 2008 in Ruhpolding, bei denen Sabaliauskienė 57. im Einzel und 76. im Sprint wurde. Es folgte die Teilnahme an den Juniorinnenrennen der Biathlon-Europameisterschaften 2008 in Nové Město na Moravě. In Tschechien belegte die Litauerin den 62. Platz im Sprint, erreichte als 60. des Sprints gerade das Verfolgungsrennen, das sie als überrundete Läuferin jedoch nicht beenden konnte. 2009 nahm sie nicht an den Junioren-Weltmeisterschaften teil, startete in Ufa aber erneut bei den Juniorenrennen der EM. Im Einzel wurde sie 24., im Sprint 28. und Siebte mit der Staffel. Im weiteren Verlauf des Jahres nahm sie an den Juniorenrennen der Sommerbiathlon-Weltmeisterschaften 2009 in Oberhof teil und erreichte im Crosslauf die Platzierungen acht im Sprint und 16 in der Verfolgung und wurde auf Skirollern 39. des Sprints. 2010 bestritt Sabaliauskienė in Torsby ihre zweite Junioren-WM und kam im Einzel auf dem 35. Platz, wurde 39. des Sprints und 42. der Verfolgung. In Otepää startete sie kurz darauf bei ihrer dritten EM. Im Einzel erreichte die Litauen dabei eine Top-Ten-Platzierung, wurde 33. im Sprint und 29. der Verfolgung. Danach nahm sie auch wieder an den Juniorenrennen der Sommerbiathlon-Weltmeisterschaften 2010 in Duszniki-Zdrój teil und kam auf die Plätze 30 im Sprint und sechs mit der Staffel.
Seit der Saison 2008/09 nimmt Sabaliauskienė an Rennen der Frauen im IBU-Cup teil. Ihr erstes Rennen in der zweithöchsten Serie des Biathlons bestritt sie in Obertilliach und wurde 67. eines Sprints. 2009 gewann sie als 16. eines Einzels in Osrblie erste Punkte und erreichte zugleich ihre bislang beste Platzierung im IBU-Cup. In der Saison 2009/10 debütierte die Litauerin in Ruhpolding im Biathlon-Weltcup, wo sie bei einem Sprint 109. wurde. In Kontiolahti erreichte sie wenig später einen 81. Platz und gleichzeitig ihr bislang bestes Resultat im Weltcup. Erste internationale Meisterschaft bei den Frauen wurden die Biathlon-Europameisterschaften 2011 in Ridnaun, bei denen sie 48. des Sprints wurde und im Verfolger als überrundete Läuferin nicht ins Ziel kam. Es folgte der bisherige Karrierehöhepunkt, die Teilnahme an den Biathlon-Weltmeisterschaften 2011 in Chanty-Mansijsk. In Sibirien erreichte Sabaliauskienė einen 87. Platz im Einzel, wurde 93. des Sprints und wurde mit Diana Rasimovičiūtė, Aleksandr Lavrinovič und Karolis Zlatkauskas trotz Überrundung 24. im Mixed-Staffelrennen. Im weiteren Jahresverlauf lief sie bei den Sommerbiathlon-Weltmeisterschaften 2011 in Nové Město na Moravě und kam auf den 27. Platz im Sprint und wurde 22. der Verfolgung.

## Biathlon-Weltcup-Platzierungen
Die Tabelle zeigt alle Platzierungen (je nach Austragungsjahr einschließlich Olympische Spiele und Weltmeisterschaften).
- 1.–3. Platz: Anzahl der Podiumsplatzierungen
- Top 10: Anzahl der Platzierungen unter den ersten zehn (einschließlich Podium)
- Punkteränge: Anzahl der Platzierungen innerhalb der Punkteränge (einschließlich Podium und Top 10)
- Starts: Anzahl gelaufener Rennen in der jeweiligen Disziplin
- Staffel: inklusive Mixed- und Single-Mixed-Staffeln

| Platzierung              | Einzel | Sprint | Verfolgung | Massenstart | Staffel | Gesamt |
| ------------------------ | ------ | ------ | ---------- | ----------- | ------- | ------ |
| 1. Platz                 |        |        |            |             |         |        |
| 2. Platz                 |        |        |            |             |         |        |
| 3. Platz                 |        |        |            |             |         |        |
| Top 10                   |        |        |            |             |         |        |
| Punkteränge              |        |        |            |             | 1       | 1      |
| Starts                   | 1      | 4      |            |             | 1       | 6      |
| Stand: 30. Dezember 2011 |        |        |            |             |         |        |